# Pinheiros (Tabuaço)
Pinheiros ist ein Ort und eine ehemalige Gemeinde (Freguesia) im portugiesischen Kreis Tabuaço. Die Gemeinde hatte 178 Einwohner (Stand 30. Juni 2011).
Am 29. September 2013 wurden die Gemeinden Pinheiros und Vale de Figueira zur neuen Gemeinde União das Freguesias de Pinheiros e Vale de Figueira zusammengeschlossen. Pinheiros ist Sitz dieser neu gebildeten Gemeinde.